# Mistrzostwa Azji w Judo 2025
Mistrzostwa Azji rozegrano w Bangkoku w dniach 25-27 kwietnia 2025 roku, w hali MCC Hall.

## Tabela medalowa
| Poz.  | Państwo                      |    |    |    | Łącznie |
| ----- | ---------------------------- | -- | -- | -- | ------- |
| 1.    | Japonia                      | 9  | 0  | 3  | 12      |
| 2.    | Uzbekistan                   | 2  | 3  | 3  | 8       |
| 3.    | Korea Południowa             | 2  | 1  | 4  | 7       |
| 4.    | Chiny                        | 1  | 3  | 2  | 6       |
| 5.    | Bahrajn                      | 1  | 0  | 0  | 1       |
| 6.    | Zjednoczone Emiraty Arabskie | 0  | 3  | 0  | 3       |
| 7.    | Tadżykistan                  | 0  | 2  | 5  | 7       |
| 8.    | Mongolia                     | 0  | 2  | 3  | 5       |
| 9.    | Chińskie Tajpej              | 0  | 1  | 1  | 2       |
| 10.   | Kazachstan                   | 0  | 0  | 4  | 4       |
| 11.   | Korea Północna               | 0  | 0  | 3  | 3       |
| 12.   | Kirgistan                    | 0  | 0  | 1  | 1       |
| 12.   | Liban                        | 0  | 0  | 1  | 1       |
| Razem | Razem                        | 15 | 15 | 30 | 60      |

## Mężczyźni
| Waga            | Złoto: | Srebro: | Brąz:                                                                                                   | Brąz: |
| 60 kg           | Taiki Nakamura | Yang Yung-wei | Muhammadsoleh Quvatov                                                                                   | Sherzod Davlatov |
| 66 kg           | Ryoma Tanaka | Zamohshari Bekmurodov | Nurali Emomali                                                                                          | Obid Dżebow |
| 73 kg           | Shakhram Ahadov | Machmadbiek Machmadbiekow | Abubakr Sherov                                                                                          | Yudai Tanaka |
| 81 kg           | Lee Joon-hwan | Somon Makhmadbekov | Yuhei Oino                                                                                              | Arslonbek Tojiev |
| 90 kg           | Shakhzodxuja Sharipov | Nurbek Murtozoev | Komei Kawabata                                                                                          | Meiirlan Maxim |
| 100 kg          | Said Sadrudinov | Dzhafar Kostoev | Caramnob Sagaipov                                                                                       | Dzhakhongir Madzhidov |
| +100 kg         | Lee Seung-yeob | Temur Rachimow | Emirkhan Zholdoshkaziev                                                                                 | Kim Min-jong |
| Drużynowo mikst | Japonia · Kokoro Fujishiro · Megumi Fuchida · Yudai Tanaka · Mayu Honda · Komei Kawabata · Miki Mukunoki · Yuta Nakamura | Uzbekistan · Shukurjon Aminova · Shakhram Ahadov · Khurshida Razzokberdieva · Shakhzodxuja Sharipov · Shokhruh Bakhtiyorov · Iriskhon Kurbanbaeva | Korea Południowa · Lee Hyeon-ji · Lee Seung-yeob · Kim Ji-hye · Kim Jong-hoon · An Jaehong · Lee Yerang | Mongolia · Ariunzaya Terbish · Uranbayar Odgerel · Nyam-Erdene Batsuuri · Munkhbayar Battogtokh · Amarsaikhany Adiyaasüren · Gonchigsuren Batkhuyag |

## Kobiety
| Waga   | Złoto:            | Srebro:                     | Brąz:                    | Brąz:                |
| 48 kg  | Hikari Yoshioka   | Xinran Hui                  | Jon Su-song              | Galiya Tynbayeva     |
| 52 kg  | Kokoro Fujishiro  | Bishreltiin Khorloodoi      | Jang Se-yun              | Zhang Yuanli         |
| 57 kg  | Megumi Fuchida    | Ariunzaya Terbish           | Shukurjon Aminova        | Bakyt Kussakbayeva   |
| 63 kg  | Haruka Kajū       | Lkhagvatogoogiin Enkhriilen | Yuan Pei-chun            | Kim Ji-hye           |
| 70 kg  | Mayu Honda        | Feng Yingying               | Mun Song-hui             | Nyam-Erdene Batsuuri |
| 78 kg  | Kurena Ikeda      | Kim Min-ju                  | Wu Hongtao               | Marjona Kuchimova    |
| +78 kg | Ayiman Jinesinuer | Niu Xinran                  | Amarsaikhany Adiyaasüren | Lee Hyeon-ji         |